# Five Iron Frenzy
Five Iron Frenzy, également connu sous le nom de Five Iron ou FIF, est un groupe de ska chrétien américain, originaire de Denver, dans le Colorado. Il est formé en 1995, dissous en 2003, et reformé en 2011. La musique du groupe a été plus influencée par le ska et le punk rock, mais leur influence fut également le heavy metal.

## Biographie

### Débuts (1995–1997)
Five Iron Frenzy est lancé comme projet parallèle au groupe de Reese Roper, Keith Hoerig, Micah Ortega, et Scott Kerr, Exhumator. Exhumator est à l'origine orienté thrash metal, mais ses membres ne s'accordent pas avec ce style. Ils ne publieront que la chanson Spam Jam, sur la compilation Green Manna (Fifty280 Records). Au début de mai 1995, le groupe recrute des membres et se met au ska en juin après l'arrivée de Brad Dunham,. Le groupe, sans Micah, Jeff, et Dennis, joue d'une manière impromptue au festival Cornerstone en 1995. Le concert fait participer Ghoti Hook (avant leur signature chez Tooth & Nail), et le public voit la présence d'Alex Parker du label Flying Tart Records. Le concert devait être clôturé par Andrew Mandell de Crashdog et Ballydowse, ce qui n'était pas le cas. Le groupe attribue son succès à ce concert et Five Iron revient l'année suivante avec un contrat en poche.
En août, Culp et Leanor Ortega rejoignent officiellement le groupe, complétant ainsi la première formation. Le but premier du groupe est de se populariser localement ; puis ils jouent en ouverture pour Mighty Mighty Bosstones, Less Than Jake, et Skankin' Pickle, en 66 concerts et huit mois. Ils jouent par la même occasion dans des églises comme au festival Cornerstone en 1996,,. Ils honorent des offres de labels chrétiens tels que Alarma, Tooth & Nail Records, et Brainstorm Artists International,, avant de signer au label 5 Minute Walk Records de Frank Tate en août,.
Leur premier album, Upbeats and Beatdowns, est enregistré en septembre et publié en novembre 1996. Sa sortie nationale en avril 1997 est un succès pour Five Iron, car l'album atteint la 39e place du Top Contemporary Christian du classement Billboard. Pendant la sortie de leur deuxième album, Upbeats compte 50 000 exemplaires vendus. Le clip du titre A Flowery Song est nommé pour un Dove Award dans la catégorie meilleur court-métrage. Cette année, le groupe la passe sur les routes, jouant 150 concerts. Avant ça, le groupe soutenait des causes sociales. Leur chanson Where the Zero Meets the Fifteen, qui attire l'attention sur la cause des sans-abris, est diffusée à la radio. En octobre, le groupe joue à la tournée Rock Your Socks Off.

### Nouveaux albums et séparation (1997–2003)
En novembre 1997, le groupe publie leur deuxième album, Our Newest Album Ever!. Suivi par le succès du premier album, le groupe attribue partiellement son succès à la troisième vague du ska. Five Iron Frenzy décide de prendre ses distances avec la scène ska tout en maintenant son intégrité artistique.
Leur tournée la plus significative se déroule en 1998 à la tournée Ska Against Racism à laquelle ils collectent des fonds pour des causes anti-racistes et anti-fascistes,. Five Iron est le seul groupe ouvertement chrétien à participer à cette tournée. Plus tard dans l'année, ils jouent au SkaMania avec The Insyderz et The OC Supertones.
La même année de 1998, Five Iron Frenzy sort un album EP intitulé Quantity is Job 1, album plutôt complet qui contient entre autres Dandelions, One girl army ainsi que la suite de 8 chansons portant sur la phrase "These are not my pants", The Rock Opera .
Ils atteignent leur pic de popularité en 2000 avec la sortie de All the Hype that Money Can Buy. Avec la sortie de Hype, le groupe continue à diversifier son style musical, incorporant calypso, salsa, et reggae. Musicalement parlant, Hype est leur album le plus éclectique. Le groupe tourne à l'international en été 2000. Ils tournent en Amérique du Sud et jouent en décembre en Europe. Entretemps, l'album s'est déjà vendu à 500 000 exemplaires à l'international.
À la fin 2001, le groupe joue à la tournée Electric Youth avec Relient K, John Reuben, et Ace Troubleshooter.
En avril 2003, Five iron dévoile un album intitulé Cheeses... , un melting-pot de nouvelles chansons comme Rhubarb Pie, la version originale de Ugly day, mais surtout de courts enregistrements studios entre 30 secondes et 2 minutes contenant des compositions farfelues du groupe.
Ils publieront en cette même année de 2003, 2 mois plus tard, leur double CD The end is near - The end is here, le premier contenant d'autres nouvelles chansons jamais dévoilées, comme On distant shores, et le second étant l'enregistrement de leur dernier concert, dans leur ville d'origine à Denver au Colorado. Ceci viendra confirmer l'annonce de leur séparation plus tôt en février.

### Retour,Engine of a Million Plotset nouvel EP (depuis 2011)
À la fin 2011, le site web du groupe affiche un compte à rebours du 22 novembre ce qui représente le huitième anniversaire de leur concert à Denver. Depuis la production et la sortie d'un documentaire sur les membres de Five Iron Frenzy, le groupe se concerte sur une éventuelle réunion Roper and Ortega Till began hinting at an announcement. Le 22 novembre 2011, ils annoncent de nouvelles chansons, et la publication d'une chanson gratuite intitulée It Was a Dark and Stormy Night avec un fichier nommé Hope Still Flies.
Par la suite, le groupe dévoila un second EP contenant 6 nouvelles chansons, Between the Pavement and Stars en 2003, disponible seulement en version numérique sur le Web ou en vente sur leur site. Avec Engine of a Million Plots et l'EP, plusieurs dénotent le changement de style musical entre Five Iron Frenzy de la fin des années 90 et Five Iron après son retour.

## Thèmes
Ils étaient connus pour leur chanson positive et énergique spectacles. Ils ont souvent effectué leurs concerts tout en portant des costumes intégraux. Le groupe était connu pour leurs visites thématiques, parfois en les utilisant pour sensibiliser les gens à des causes sociales,. Sur plus d'un tour, ils ont dit aux fans d'amener des paires de chaussettes sur scène et venir chanter en même temps. Les chaussettes, fraîchement achetées, étaient ensuite données à un refuge local sans-abri. Leurs fans étaient variés, allant de socialement et religieusement paria aux parents de jeunes admirateurs. Le groupe joue à la fois dans les églises et les lieux laïques au long de leur carrière. Le nom du groupe a commencé comme une blague, et la bande fut connue pour leur humour, affiché tout au long de leurs albums et sur scène.
Les thèmes récurrents étaient les injustices faites aux amérindiens, les maux de la consommation, l'hypocrisie chrétienne, les lacunes de la bande, et la joie du renouvellement trouvé en leur foi chrétienne. Le groupe n'a jamais reçu de prix significative de l'industrie de la musique, et a reçu relativement peu d'attention dans les médias traditionnels. Leur plus grande exposition nationale est venue de leur morceau, Oh, Canada (qui faisait référence à William Shatner), apparu sur la série télévisée Boston Legal (dans lesquels les étoiles Shatner) en octobre 2005, près de deux ans après leur dernier spectacle. Au cours de leur carrière, ils ont vendu près de un million d'unités au total.

## Tournées
- Rock Your Socks Off avec The Altered et The Echoing Green - fin 1997[15]
- El Doc Tour avec The Echoing Green, The Electrics, et The W's - mars 1998[29]
- Ska Against Racism avec The Toasters, Less Than Jake, Blue Meanies, Mustard Plug, MU330, Kemuri, et Mike Park - printemps 1998[17]
- Ham Jam avec The W's, Relient K, Philmore, et Soul-Junk - été 2000[30]
- Electric Youth avec  Relient K, John Reuben et Ace Troubleshooter - fin 2001[20]

## Membres

### Membres actuels
- Reese Roper – chant (1995–2003, depuis 2011)
- Micah Ortega – guitare, chant (1995–2003, depuis 2011)
- Andrew Verdecchio – batterie, chant (1995–2003, depuis 2011)
- Nathanael « Brad » Dunham – trompette (1995–2003, depuis 2011)
- Dennis Culp – trombone, chant (1995–2003, depuis 2011)
- Leanor « Jeff the Girl » Ortega – saxophone, chant (1995–2003, depuis 2011)
- Sonnie Johnston – guitare solo (1998–2003, depuis 2011)
- Scott Kerr - guitare, basse, chant (1995–1998, depuis 2011)

### Ancien membre
- Keith Hoerig – basse (1995–2003)

### Membre de tournée
- Seth Hecox – guitare (2013)

## Discographie
- 1997 : Upbeats and Beatdowns
- 1997 : Our Newest Album Ever!
- 1998 : Quantity is Job 1 - EP
- 2000 : All the Hype That Money Can Buy
- 2001 : Five Iron Frenzy 2: Electric Boogaloo
- 2003 : The End Is Near
- 2003 : Cheeses... (Of Nazareth)
- 2013 : Engine of a Million Plots
- 2015 : Between Pavement and Stars - EP